# Chris Powell (coach sportif)
Pour les articles homonymes, voir Chris Powell (homonymie).
Christopher « Chris » Powell (né le 2 mars 1978) est un coach sportif, présentateur de téléréalité, auteur, et mannequin américain. Powell est mieux connu pour ses apparitions dans l'émission Relooking extrême, spécial obésité (Extreme Weight Loss), originellement diffusée sur la chaîne américaine ABC,.

## Biographie
Powell est né le 2 mars 1978 en Arizona. Il se lance dans le culturisme sous l'encouragement de ses parents. Il étudie à l'Université d'État de l'Arizona à Tempe, et est diplômé en science sportive avec mentions en biomécanique et physiologie.
Powell est le présentateur et coach personnel de Relooking extrême, spécial obésité, une émission de téléréalité, depuis 2011. En 2014, il réussit à aider un total de plus d'une centaine de personnes souffrant d'obésité morbide à perdre du poids. Powell apparaît également dans les DVD de l'émission, et est l'auteur de deux ouvrages intitulés Choose to Lose: The 7-Day Carb Cycle Solution et Chris Powell's Choose More Lose More for Life, deux best-sellers dans lequel il révèle des méthodes de perte de poids importante. Il apparaît dans plusieurs programmes télévisés tels que le Oprah Winfrey Show, 20/20, et The View, ainsi que dans un documentaire diffusé sur la chaîne TLC. En 2008, Powell aide David Smith à perdre plus de 200 kilos, et fondent ensemble un site Internet sur la perte de poids, ReshapeTheNation.com. Powell contribue également à Good Morning Arizona, Good Morning America, et possède sa propre websérie intitulée Meet the Powell Pack.

## Vie privée
L'épouse de Chris, Heidi Powell, est mère de deux enfants issus d'un précédent mariage. Chris et Heidi mettent au monde deux enfants,.
Chris et Heidi ont divorcé en 2020.